# Пятиугольный паркет

15 типов пятиугольного паркета

Пятиугольный паркет — в геометрии: замощение, составленное из выпуклых пятиугольников. Замощение из правильных пятиугольников в евклидовом пространстве невозможно, поскольку общий угол правильного пятиугольника равен 108° и не делит ни 180°, ни 360°. Однако ими можно замостить гиперболическую плоскость и сферу.
Для плоскости же задача о полном описании всех возможных замощений неправильными пятиугольниками (описания всех видов пятиугольников, для которых возможно такое замощение) является очень сложной и исследования по ней ведутся больше века.

## Замощение плоскости однойвыпуклойплиткой

### Количество паркетов из одной выпуклой плитки

#### Пятиугольные паркеты вообще
Предполагается, что существует всего 15 классов пятиугольников, бесконечные паркеты из которых могут замостить плоскость. Поиск всех таких классов продолжался до 2015 года, а 1 мая 2017 года Микаэль Рао предъявил доказательство того, что других таких пятиугольников не существует. По состоянию на декабрь 2017 года компьютерная программа, используемая и специально написанная для доказательства теоремы, независимо воспроизведена и проверена Томасом Хейлзом, профессором математики Питсбургского университета, а остальная часть статьи всё ещё находится на рецензировании.

#### Паркеты типа «ребро к ребру»
Более простой задачей является отыскание всех паркетов, составляющих замощение «ребро к ребру», то есть когда ни одна сторона ни одной плитки не совпадает сразу с двумя сторонами двух других (или, другими словами, когда никакая из вершин многоугольников замощения не лежит посреди некоторой стороны другого многоугольника).
Всего существует восемь видов пятиугольных паркетных выпуклых плиток «ребро к ребру». Тот факт, что других таких видов паркетных плиток, кроме уже найденных, не существует, был доказан Ольгой Багиной на Омском алгебраическом семинаре в 2011 году. Доказательство было опубликовано в 2017 году.
Независимо от Багиной доказательство получил также Сугимото (Sugimoto) в 2012 году.

### Известные типы паркетов
Ни один из пятнадцати известных классов доступных для замощения пятиугольников не накрывается полностью объединением других. Тем не менее, некоторые пары классов могут пересекаться. Кроме того, в некоторых классах есть многоугольники, для которых кроме стандартной схемы замощения плоскости плитками этого класса существуют ещё и альтернативные способы замощения.
В приведенной классификации плиток углы пятиугольника обозначены через A,B,C,D,E, а длины его сторон через a, b, c, d, e, где |EA|=a, |AB|=b, |BC|=c, |CD|=d, |DE|=e. Многие из этих классов имеют степени свободы, выражающиеся уравнениями для углов и сторон. В частности, классы 1, 2, 4, 5, 6, 7, 8, 9 и 13 допускают параметры, при которых пятиугольники становятся невыпуклыми.
| 1                                                  | 2                                                  | 3                                      | 4 | 5                                                                |                                                                  |
| -------------------------------------------------- | -------------------------------------------------- | -------------------------------------- | --- | ---------------------------------------------------------------- | ---------------------------------------------------------------- |
| B+C=180° A+D+E=360°                                | c=e B+D=180°                                       | a = b, d = c + e A = C = D = 120°      | b = c, d = e B = D = 90°                                                                                  | a = b, d = e A = 60°, D = 120°                                   |                                                                  |
| 6                                                  | 7                                                  | 8                                      | 9 | 10                                                               |                                                                  |
| a = d = e, b = c B + D = 180°, 2B = E              | b = c = d = e B + 2E = 2C + D = 360°               | b = c = d = e 2B + C = D + 2E = 360°   | b = c = d = e 2A + C = D + 2E = 360°                                                                      | a = b = c + e A = 90°, B + E = 180°, B + 2C = 360°               |                                                                  |
| 11                                                 | 12                                                 | 13                                     | 14 | 15                                                               |                                                                  |
| 2a + c = d = e A = 90°, 2B + C = 360° C + E = 180° | 2a = d = c + e A = 90°, 2B + C = 360° C + E = 180° | d = 2a = 2e B = E = 90°, 2A + D = 360° | 2a = 2c = d = e A = 90°, B ≈ 145,34°, C ≈ 69,32°, D ≈ 124,66°, E ≈ 110,68° (2B + C = 360°, C + E = 180°). | a = c = e, b = 2a A = 150°, B = 60°, C = 135°, D = 105°, E = 90° | a = c = e, b = 2a A = 150°, B = 60°, C = 135°, D = 105°, E = 90° |

Периодические замощения могут быть характеризованы своей группой симметрии, например, p2 (2222) для замощений, содержащих 4 точки вращения (с учётом параллельного переноса) порядка 2 (изображение переходит в себя при повороте на 360/2=180°). Это используется далее в иллюстрациях, где одинаковыми цветами показаны, плитки мозаики, переходящие друг в друга при соответствующем повороте.
Примитивной ячейкой будем называть наименьшую из плиток, которая при копировании и переносе образует всю данную мозаику.

#### Типы 1,2,3,4,5 (Рейнхардт, 1918)
Первые пять типов замощений описал в 1918 году Карл Рейнхардт. Все эти пять замощений были изоэдральными, то есть каждую из плиток можно было перевести в каждую другую обычным поворотом и переносом, без применения зеркального отражения.
Грюнбаум и Шефард показали, что существует ровно 24 типа различных изоэдральных замощений. Все эти 24 типа принадлежали к классам, описанным Рейнхардтом, но иногда требовали добавочных условий. Существует по два изоэдральных замощения для каждого набора из типа 2, и по одному для каждого из четырёх остальных. 15 из 18 остальных типов представляют собой специальные случаи замощения типа 1. 9 из 24 типов относятся к паркетам «ребро к ребру».
Группы симметрий рядом с картинками ниже приведены в орбифолдной нотации.
Для плиток первого типа существует множество способов замощения плоскости ими. Ниже приведены пять топологически разных примеров замощения:
| p2 (2222)                      | cmm (2*22)                     | cm (*×)                                     | pmg (22*)                            | pgg (22×)                            | p2 (2222)                                                  | cmm (2*22)                                                 |
| p2 (2222)                      | cmm (2*22)                     | p1 (°)                                      | p2 (2222)                            | p2 (2222)                            | p2 (2222)                                                  | cmm (2*22)                                                 |
| ------------------------------ | ------------------------------ | ------------------------------------------- | ------------------------------------ | ------------------------------------ | ---------------------------------------------------------- | ---------------------------------------------------------- |
|                                |                                |                                             |                                      |                                      |                                                            |                                                            |
| Примитивная ячейка из 2 плиток | Примитивная ячейка из 2 плиток | Примитивная ячейка из 2 плиток              | Примитивная ячейка из 4 плиток       | Примитивная ячейка из 4 плиток       | Примитивная ячейка из 4 плиток                             | Примитивная ячейка из 4 плиток                             |
| B + C = 180° A + D + E = 360°  | B + C = 180° A + D + E = 360°  | a = c, d = e A + B = 180°, A + D + E = 360° | a = c A + B = 180°, C + D + E = 360° | a = e B + C = 180°, A + D + E = 360° | d = c + e A = 90°, C + D = 180° 2B + C = 360° B + E = 270° | d = c + e A = 90°, C + D = 180° 2B + C = 360° B + E = 270° |

| Тип 2                          | Тип 2                     |
| pgg (22×)                      | pgg (22×)                 |
| p2 (2222)                      | p2 (2222)                 |
| ------------------------------ | ------------------------- |
|                                |                           |
| Примитивная ячейка из 4 плиток |                           |
| c = e B + D = 180°             | c = e, d = b B + D = 180° |

| Тип 3                             | Тип 3                             | Type 4                         | Type 4                         | Type 5                         | Type 5                         | Type 5                                                         |
| p3 (333)                          | p31m (3*3)                        | p4 (442)                       | p4g (4*2)                      | p6 (632)                       | p6 (632)                       | p6 (632)                                                       |
| --------------------------------- | --------------------------------- | ------------------------------ | ------------------------------ | ------------------------------ | ------------------------------ | -------------------------------------------------------------- |
|                                   |                                   |                                |                                |                                |                                |                                                                |
|                                   |                                   |                                |                                |                                |                                |                                                                |
| Примитивная ячейка из 3 плиток    | Примитивная ячейка из 3 плиток    | Примитивная ячейка из 4 плиток | Примитивная ячейка из 4 плиток | Примитивная ячейка из 6 плиток | Примитивная ячейка из 6 плиток | Примитивная ячейка из 18 плиток                                |
| a = b, d = c + e A = C = D = 120° | a = b, d = c + e A = C = D = 120° | b = c, d = e B = D = 90°       | b = c, d = e B = D = 90°       | a = b, d = e A = 60°, D = 120° | a = b, d = e A = 60°, D = 120° | a = b = c, d = e A = 60°, B = 120°, C = 90° D = 120°, E = 150° |

#### Типы 6,7,8 (Кершнер, 1968)
Ричард Кершнер в 1968 году описал ещё три типа плиток. Он утверждал, что, кроме найденных теперь восьми типов, других не существует, но оказался не прав.
В типах 7 и 8 впервые появляются хиральные плитки (то есть для полного описания орбит симметрии впервые приходится использовать не только вращения, но и отражения). На картинке ниже пары хиральных плиток обозначены парами цветов (жёлтый, зелёный) и (синий, бледно-синий).
Все представленные ниже примеры 2-изоэдральны.
| Type 6                                | Type 6 (Also type 5)                           | Type 7                               | Type 8                               |  |
| p2 (2222)                             | p2 (2222)                                      | pgg (22×)                            | pgg (22×)                            |  |
| p2 (2222)                             | p2 (2222)                                      | p2 (2222)                            | p2 (2222)                            |  |
| ------------------------------------- | ---------------------------------------------- | ------------------------------------ | ------------------------------------ |  |
|                                       |                                                |                                      |                                      |  |
|                                       |                                                |                                      |                                      |  |
| a = d = e, b = c B + D = 180°, 2B = E | a = d = e, b = c B = 60°, A = C = D = E = 120° | b = c = d = e B + 2E = 2C + D = 360° | b = c = d = e 2B + C = D + 2E = 360° |  |
| Примитивная ячейка из 4 плиток        | Примитивная ячейка из 4 плиток                 | Примитивная ячейка из 8 плиток       | Примитивная ячейка из 8 плиток       |  |

#### Тип 10 (Джеймс, 1975)
Изучив результаты Кершнера в колонке Мартина Гарднера «Математические игры» журнала Scientific American, Ричард Джеймс нашёл ещё один тип пятиугольников, который сейчас именуется типом 10.
Представленные здесь примеры 3-изоэдральны.
| Type 10                           | Type 10                       |
| p2 (2222)                         | cmm (2*22)                    |
| --------------------------------- | ----------------------------- |
|                                   |                               |
|                                   |                               |
| a=b=c+e A=90, B+E=180°, B+2C=360° | a=b=2c=2e A=B=E=90°, C=D=135° |
| Примитивная ячейка из 6 плиток    |                               |

#### Типы 9, 11, 12, 13 (Райс, 1977)
Математик-любитель Марджори Райс в 1976 и 1977 году нашла ещё четыре типа плиток, подходящих для замощения.
Все четыре типа паркетов 2-изоэдральны. На картинке ниже пары хиральных плиток обозначены парами цветов (жёлтый, зелёный) и (синий, бледно-синий).
Из всех четырёх типов только тип 9 даёт замощение типа «ребро к ребру».
Примитивные ячейки везде содержат по 8 плиток.
| Type 9                         | Type 11                            | Type 12                            | Type 13                        |
| pgg (22×)                      | pgg (22×)                          | pgg (22×)                          | pgg (22×)                      |
| p2 (2222)                      | p2 (2222)                          | p2 (2222)                          | p2 (2222)                      |
| ------------------------------ | ---------------------------------- | ---------------------------------- | ------------------------------ |
|                                |                                    |                                    |                                |
|                                |                                    |                                    |                                |
| b=c=d=e 2A+C=D+2E=360°         | 2a+c=d=e A=90°, 2B+C=360° C+E=180° | 2a=d=c+e A=90°, 2B+C=360° C+E=180° | d=2a=2e B=E=90°, 2A+D=360°     |
| Примитивная ячейка из 8 плиток | Примитивная ячейка из 8 плиток     | Примитивная ячейка из 8 плиток     | Примитивная ячейка из 8 плиток |

#### Тип 14 (Стейн, 1985)
Четырнадцатую мозаику нашёл Рольф Стейн в 1985 году. Найденное им замощение 3-изоэдрально и не относится к типу «ребро к ребру».
Более того, его замощение состоит из строго фиксированных плиток — никакой вариабельности через уравнения на углы, как в предыдущих типах, никаких степеней свободы здесь нет. Вот некоторые параметры этой фиксированной плитки:
{\displaystyle b=a{\sqrt {\frac {11{\sqrt {57}}-25}{8}}}}
{\displaystyle \sin(B)={\frac {{\sqrt {57}}-3}{8}}}
{\displaystyle \cos(B)=-{\sqrt {\frac {3{\sqrt {57}}-1}{32}}}}
{\displaystyle \tan(B)=-{\frac {1}{4}}{\sqrt {3{\sqrt {57}}-15}}}
Из этих значений можно легко вывести остальные.
Примитивная ячейка такого замощения содержит шесть плиток.
| Type 14   | Type 14                                                                           | Type 14                        | Type 14   |
| pgg (22×) | pgg (22×)                                                                         | pgg (22×)                      | pgg (22×) |
| --------- | --------------------------------------------------------------------------------- | ------------------------------ | --------- |
|           | 2a=2c=d=e A=90°, B≈145.34°, C≈69.32°, D≈124.66°, E≈110.68° (2B+C=360°, C+E=180°). | Примитивная ячейка из 6 плиток |           |

#### Тип 15 (Манн, Маклауд, фон Дюрей, 2015)
Исследователи из Вашингтонского университета в Ботелле, математики Кейси Манн, Джениффер Маклауд и Дэвид фон Дюрей в 2015 году, используя компьютерные вычисления, нашли пятнадцатый тип паркета. Их работа была опубликована в октябре 2015 года.
Эта мозаика не относится к типу «ребро к ребру». Она 3-изоэдральна (это обеспечивается двумя симметриями — поворотом на 180° относительно центра стыка светло-жёлтых плиток одной элементарной ячейки и зеркальным отражением относительно центра стыка светло-жёлтых плиток из двух разных элементарных ячеек). В мозаике есть хиральные плитки — на рисунке они обозначены парами цветов (жёлтый, светло-жёлтый), (синий, голубой), (красный, розовый). Примитивная ячейка содержит 12 плиток.
Так же, как паркет типа 14, этот паркет может быть построен из одной единственной плитки, никаких степеней свободы для изменения углов и длин сторон нет.
| Type 15 | Type 15                                                     | Type 15                         |
| ------- | ----------------------------------------------------------- | ------------------------------- |
|         | a=c=e, b=2a, d=√2 + √3a A=150°, B=60°, C=135° D=105°, E=90° | Примитивная ячейка из 12 плиток |

### Непериодические паркеты
Непериодические паркеты из пятиугольных плиток также существуют. Они имеют радиальную симметрию, то есть совпадают с собой после поворота на некоторый угол относительно центра.
Ниже мы будем говорить о замощении с радиальной симметрией порядка {\displaystyle k} если оно совпадает с собой после поворота на {\displaystyle {\frac {2\pi }{k}}} относительно центральной точки.
В 2016 году Бернард Клаасен показал, что для любого {\displaystyle k\geq 2} существует непериодическое пятиугольное замощение с радиальной симметрией порядка {\displaystyle k}. Его метод построения заключался в том, чтобы заполнять плоскость парами пятиугольников, состыкованных по одной стороне таким образом, что он образуют шестиугольник. Если один из углов пятиугольника равен {\displaystyle {\frac {2\pi }{k}}} и длины сторон подобраны правильным образом, то, начиная от тривиально состыкованных вокруг одной точки таких пятиугольников, можно предсказуемо заполнять окружающие их слои один за другим.
| Пятиугольное замощение с радиальной симметрией порядка 5 | Пятиугольное замощение с радиальной симметрией порядка 6 | Пятиугольное замощение с радиальной симметрией порядка 7 | Пример замощения Клаасена для {\displaystyle k=7} |

### Паркеты, двойственные однородным
Существует три типа паркетов, двойственных однородным. Все эти паркеты относятся к типу «ребро к ребру». Симметрии в двойственных паркетах совпадают с симметриями в соответствующих однородных. Поскольку однородные паркеты изогональны, до двойственные им — изоэдральны.
| cmm (2*22)                                         | p4g (4*2)                                     | p6 (632)                                               |
| -------------------------------------------------- | --------------------------------------------- | ------------------------------------------------------ |
|                                                    |                                               |                                                        |
| Призматический пятиугольный паркетЭкземпляр типа 1 | Каирская пятиугольная мозаикаЭкземпляр типа 4 | Цветочная пятиугольная мозаикаЭкземпляр типов 1, 2 и 5 |
| 120°, 120°, 120°, 90°, 90° V3.3.3.4.4              | 120°, 120°, 90°, 120°, 90° V3.3.4.3.4         | 120°, 120°, 120°, 120°, 60° V3.3.3.3.6                 |

## Замощение плоскости несколькими плитками

### Паркеты, двойственныеk-однородным
Другие k-однородные паркеты, все вершины которых имеют по пять исходящих рёбер, также имеют двойственные пятиугольные паркеты, но состоящие из нескольких разных плиток. Однако никаких других плиток кроме трёх, фигурирующих в обычных паркетах, двойственных однородным, в них не появляется.
Паркеты, двойственные k-однородному, являются k-изоэдральными.
Ниже для примера приведены пятиугольные паркеты, двойственные 2,3,4 и 5-однородным, а также отдельно (ниже каждого) — плитки, составляющие их.
| 2-изоэдральные | 2-изоэдральные | 3-изоэдральные | 3-изоэдральные | 3-изоэдральные |
| p4g (4*2)      | pgg (22×)      | pgg (22×)      | p2 (2222)      | p6 (*632)      |
| -------------- | -------------- | -------------- | -------------- | -------------- |
|                |                |                |                |                |
|                |                |                |                |                |
| 4-изоэдральные | 4-изоэдральные | 4-изоэдральные | 5-изоэдральные | 5-изоэдральные |
| pgg (22×)      | pgg (22×)      | p2 (2222)      | p2 (2222)      | p6m (*632)     |
|                |                |                |                |                |
|                |                |                |                |                |
| 5-изоэдральные |                |                |                |                |
| pgg (22×)      | pgg (22×)      | pgg (22×)      | p2 (2222)      | p2 (2222)      |
|                |                |                |                |                |
|                |                |                |                |                |

### Пятиугольно-шестиугольные мозаики

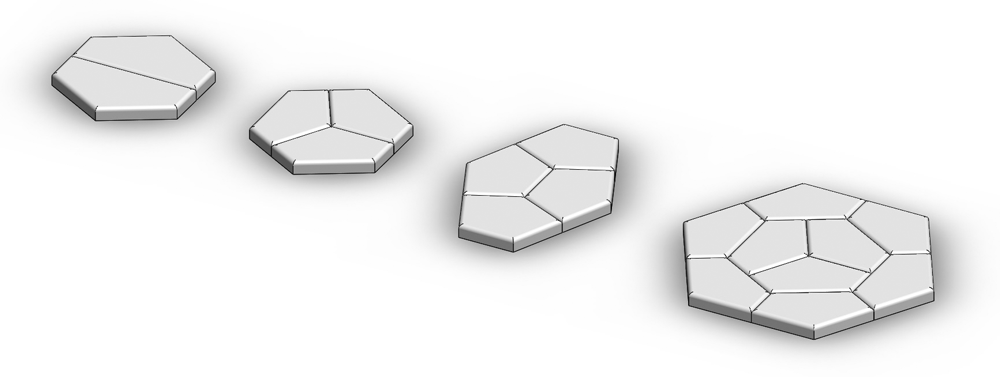
Пятиугольные подразбиения шестиугольников

Пятиугольники находятся в интересных соотношениях с шестиугольниками. Некоторые виды шестиугольников могут быть разбиты на пятиугольники — в частности, отдельный шестиугольник может быть разбит на:
- 2 плитки типа 1
- 3 плитки типа 3
- 4 плитки типа 4
- 9 плиток типа 3

Вследствие такого разнообразия возможностей, плоскость может быть разбита на пятиугольники бесконечным числом способов, генерируемых из подразбиения шестиугольников регулярной мозаики.
| Замощение плоскости одной пятиугольной плиткой (типа 1) через формирование регулярной мозаики из шестиугольников (каждый из которых разбивается на 2 пятиугольника) | Замощение плоскости одной пятиугольной плиткой (типа 3) через формирование регулярной мозаики из шестиугольников (каждый из которых разбивается на 3 пятиугольника) | Замощение плоскости одной пятиугольной плиткой (типа 4) через формирование регулярной мозаики из шестиугольников (каждый из которых разбивается на 4 пятиугольника) | Замощение плоскости одной пятиугольной плиткой (типа 3) через формирование регулярной мозаики из шестиугольников двух разных размеров (каждый из которых разбивается либо на 3, либо на 9 плиток) |

## Замощение невыпуклыми пятиугольниками

Схема Гервера для разбиения на невыпуклые пятиугольники

Периодическое замощение фигурами «Сфинкс»

Замощения плоскости невыпуклыми многоугольниками также существуют. Один из таких примеров — мозаика «Сфинкс», непериодическое замощение через наращивание размера делящейся плитки. Для фигуры «Сфинкс» существует также и периодическое замощение через сборку их пар в параллелограммы и тривиальное замощение плоскости такими параллелограммами.
В 2003 году Гервер показал, как правильный треугольник можно разбить на три невыпуклых многоугольника. Пользуясь той же схемой, можно бесконечным числом способов разбить любой правильный {\displaystyle k}-угольник на {\displaystyle k} невыпуклых пятиугольников. В частности, этот способ подходит для 3, 4 и 6-угольников, через подразбиение регулярных мозаик которых можно таким образом генерировать ещё один бесконечный класс разбиений плоскости на невыпуклые многоугольники.